# Giro di Puglia 1972
Il Giro di Puglia 1972, prima storica edizione della corsa, si svolse il 1º aprile 1972 su un percorso di 230 km. La vittoria fu appannaggio dell'italiano Franco Bitossi, che completò il percorso in 5h32'00", precedendo i fratelli svedesi Gösta Pettersson e Tomas Pettersson.

## Ordine d'arrivo (Top 10)
| Pos. | Corridore          | Squadra   | Tempo    |
| ---- | ------------------ | --------- | -------- |
| 1    | Franco Bitossi     | Filotex   | 5h32'00" |
| 2    | Gösta Pettersson   | Ferretti  | a 5"     |
| 3    | Tomas Pettersson   | Ferretti  | a 15"    |
| 4    | Gianni Motta       | Ferretti  | a 50"    |
| 5    | Michele Dancelli   | Scic      | s.t.     |
| 6    | Roger De Vlaeminck | Dreher    | s.t.     |
| 7    | Marino Basso       | Salvarani | s.t.     |
| 8    | Wladimiro Panizza  | Zonca     | s.t.     |
| 9    | Giancarlo Polidori | Scic      | s.t.     |
| 10   | Carlo Brunetti     | -         | s.t.     |